# Березовка (місто)
Березовка (біл. Бярозаўка, пол. Brzozówka) — місто в Лідському районі Гродненської області Білорусі.

## Загальний опис
Березовка – єдине, окрім самого районного центру, місто в Лідському районі – розташоване в мальовничому куточку Гродненщини на лівому березі Німану. Маленька Березовка своїм міським статусом зобов'язана скляному виробництву, завдяки якому і з'явилася на білоруській мапі. Зараз Березовка – одне з найпопулярніших туристичних місць країни. Сюди приїжджають, щоб подивитися, як майстри видувають скло, відвідати місцевий скляний музей, придбати унікальні твори мистецтва, що нагадують роботи венеційських склодувів, і просто насолодитися красою цих місць.

## Географічна довідка
Місто районного підпорядкування, розташоване за 27 км від Ліди, 8 км від залізничної станції Німан на лінії Ліда-Барановичі. Березовка сполучена автодорогами з Лідою, Новогрудком і Дятловим.

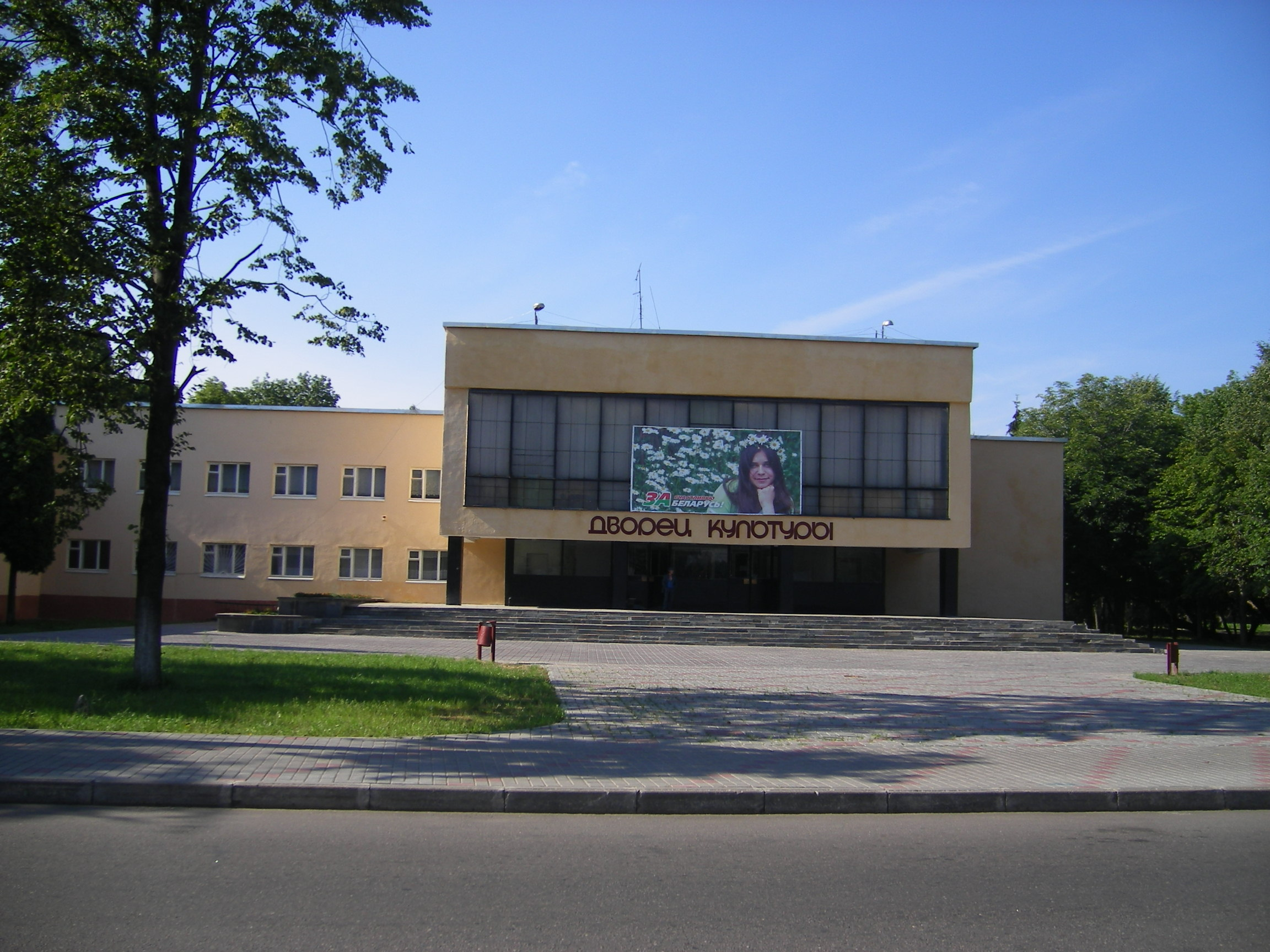
Палац культури
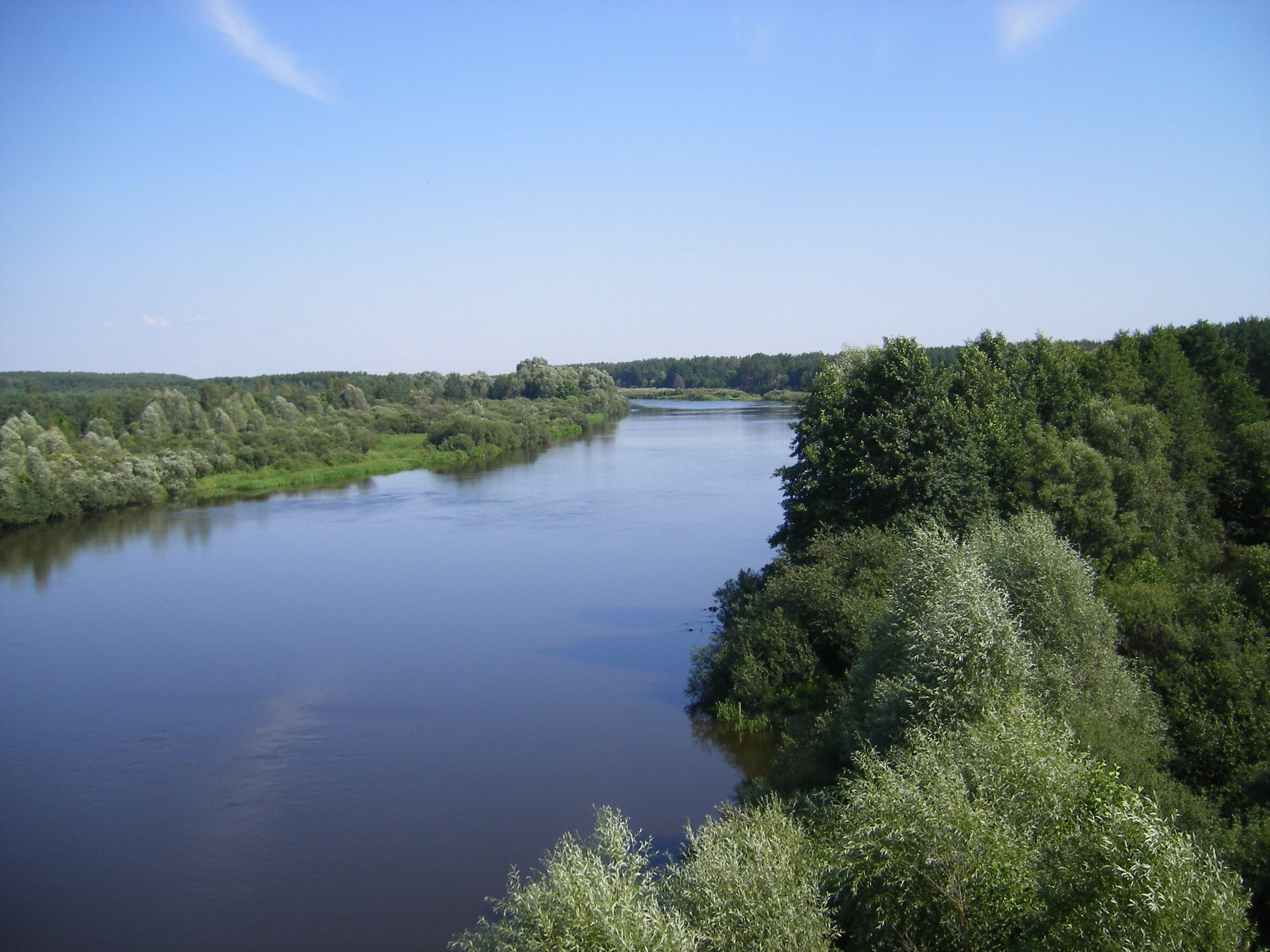
Німан

## Історія
Вся історія цих місць тісно пов'язана з розвитком скляного виробництва. Березовка виникла в кінці 19 століття. Місто виросло навколо заснованих в Лідському повіті Віленської губернії гут – так завжди на Білій Русі називали скляні майстерні. Перша гута відкрилася в 1875 році в Урочищі Устрань біля хутора Устрань Борки. У 1883 році почала працювати гута в урочищі Березовка. А в 1894-му біля хутора Нова Гута. 19 вересня 1883 року місцевий поміщик Зенон Ленський звернувся в лідське управління повіту за дозволом «влаштувати на лісовій дачі Заєнчиці скляний завод». Але в Заєнчицях будувати йому не дозволили, виділивши під будівництво ділянку в лісі у Старої Гути. У 1891–му завод Ленського узяли в оренду Вільгельм Краєвський і Юліус Столе. Через деякий час ці майстри побудували власний завод. Саме з цієї миті почався розквіт підприємства, а значить і міста.

## Видатні земляки
Краєвський Вільгельм Альбіновіч і Столле Юліус Августіновіч – досвідчені технологи і організатори скляного виробництва.

## Визначні пам'ятки
У Березовці і сьогодні можна побачити двоповерхову будівлю заводської контори, будівництво якої було завершене в 1925 році. Воно стало свого роду архітектурним представництвом фірми, викликаючи своїм зовнішнім виглядом довіру і пошану до неї.
У заводському музеї туристам показують і благородний прозорий кришталь, і знамените молочно-димчасте скло з «німанською ниткою», що стало фірмовим знаком підприємства. Багато експонатів, відмічених преміями і дипломами престижних міжнародних виставок, вважаються за справжні витвори мистецтва.
Не обійшли стороною Березовку і дві світові війни. Серед скорботних місць міста можна назвати пам'ятник на могилі двохсот розстріляних в 1941 році військовополонених.
Храм Зішестя Святого Духу відрізняється від інших релігійних установ тим, що за ініціативою місцевого ксьондза святкові богослужіння в нім проводяться під звуки духового оркестру склозаводу. Так світське підприємство бере участь в духовному житті містян.

## Візитна картка
Склозавод «Німан», відновлений після Німецько-радянської війни, був третім за величиною серед скляних підприємств Радянського Союзу. В наш час[коли?] – це сучасне технічно оснащене підприємство по виробництву виробів з кришталю, кольорового і безбарвного скла зі всілякими видами декорування. Вироби заводу користуються популярністю у всьому світі. Продукція «Німан» експортується до Росії, Німеччини, Голландії, Бельгії, Болгарії, Греції, Італії, Франції, США, Канади, Казахстану, Литви, Латвії, Естонії і інших країн ближнього і дальнього зарубіжжя.
10 червня 2002 року, у Гербовому матрикулі Республіки Білорусь під номером 88 були зареєстровані герб і прапор Березовки, на якому зображені дві перехрещені срібні склодувні трубки, над ними кубок срібного кольору.